# Edward Angle
Edward Hartley Angle, född 1 juni 1855, död 11 augusti 1930, var en amerikansk tandläkare.
Angle ägnade sig åt ortodenti (tandregleringskonst), och utgav flera läroböcker som var grundläggande för behandlingen av oregelbundet sittande tänder. Han indelade de oregelbundna tandställningarna i tre klasser och föreslog metoder och apparater för behandlingen, som allmänt godtagits. Den viktigaste apparaten är den så kallade expansionsbågen, en elastisk metalltråd, som placeras utanpå tandraden och förmedelst vilken en förändring av såväl käkarnas som de enskilda tändernas ställning kan åstadkommas.